# Santa Rosa de Lima (Tortosa)
Santa Rosa de Lima  és un petit nucli de població o partida de Tortosa, també conegut com 'La Calle'.
Rep el nom de Rosa de Lima, la santa peruana de l'església cristiana. El poble també es coneix simplement com Santa Rosa. Es troba a 2 km al nord de Bítem i el codi postal (43510) és el mateix que el d'aquest nucli.